# Paulus Venetus

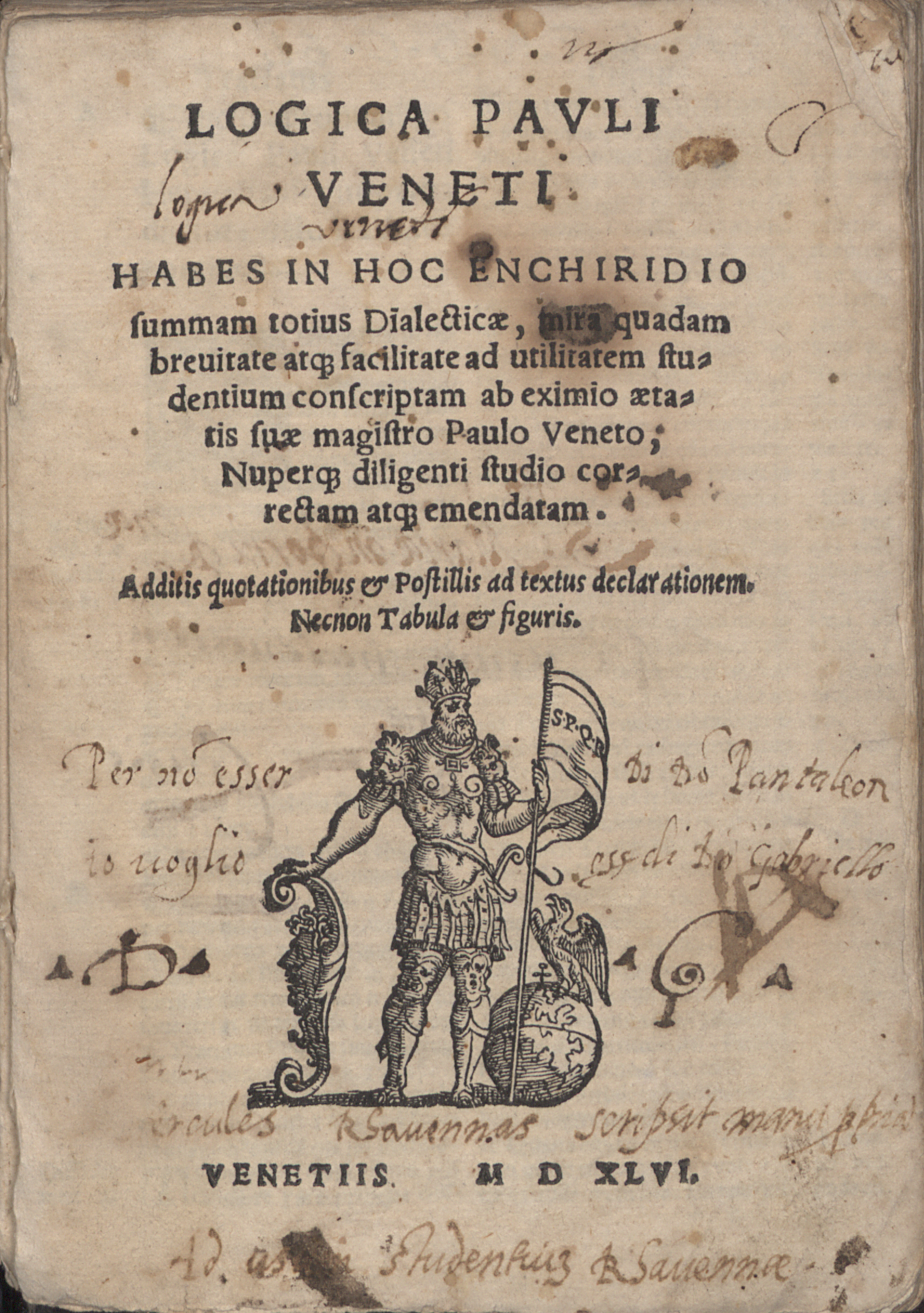
Logica, 1546

Paulus Venetus (ital. Paolo Nicoletti da Udine; auch Paulus de Venetiis, deutsch Paulus von Venedig; * 1369 oder 1372 in Udine; † 15. Juni 1429 in Padua) war ein italienischer Philosoph und Theologe.
Paulus Venetus wurde im Dezember 1387 Mitglied des Augustinerorden-Konvents in Padua. Er studierte in Venedig, Padua und zwischen 1390 und 1393 in Oxford. Nach der Rückkehr aus Oxford nahm er wahrscheinlich 1395 seine Lehrtätigkeit in Padua auf und verfasste in dieser Zeit (1395–96) seine Logica parva (auch Summulae genannt), die, mit seiner logica magna unter dem Titel logica duplex zusammengefasst, seinen Ruhm begründete und ihn zu einem der einflussreichsten Logiker des Spätmittelalters machte. Er unterrichtete in Padua zunächst als lector und seit 1408 als Doktor der Artes und der Theologie. Zwischen 1405 und 1410 befasste er sich hauptsächlich mit Naturphilosophie: in dieser Zeit verfasste er einen Kommentar zur Physik des Aristoteles und die ersten beiden von sechs Büchern seiner Summa naturalium (vollendet bis 1417). Nachdem er 1420 aus vermutlich politischen Gründen wegen Häresie aus der Republik Venedig verbannt wurde, lehrte er in Siena (1420), wo er im selben Jahr als Provinzial seines Ordens eingesetzt wurde, und in Bologna oder Perugia (1424?) und dann erneut 1427/28 in Siena. Als ihm die Rückkehr nach Padua erlaubt wurde, nahm er dort seine Lehrtätigkeit wieder auf, er verstarb jedoch bald nach seiner Rückkehr.
Paulus Venetus gehörte als Philosoph zur Paduaner Schule des Averroismus. Als Logiker trug er wesentlich dazu bei, die „terministische“ Logik der Oxforder Schule im italienischen Lehrbetrieb zu verankern. 
In der älteren Literatur wird Paulus Venetus oft mit Paulus Pergolensis († 1455) gleichgesetzt. Weil ein 1498 in Venedig von Ottaviano Scoto als ein Werk von Paulus Venetus herausgegebener Traktat De compositione mundi, der nur eine lateinische Bearbeitung von Ristoro d’Arezzos Composizione del mondo (von 1282) bietet, Parallelen zu Dante Alighieris Quaestio de aqua et terra aufweist, hat man Paulus Venetus in der Danteforschung bei Diskussionen der Echtheit der Quaestio zuweilen auch als deren Verfasser angesehen. In der Danteforschung hat man ihn außerdem gelegentlich für den Verfasser eines teilweise lateinisch, teilweise italienisch abgefassten, bisher unveröffentlichten Dantekommentars des 15. Jahrhunderts gehalten, der von anderen hingegen Paulus Albertini (1458 Professor für Philosophie in Bologna, † 1475) zugeschrieben wurde.

## Textausgaben
- Paulus Venetus: Super primum Sententiarum Johannis de Ripa lecturae abbreviatio: prologus, hg. Francis Ruello, Florenz 1980, ISBN 88-222-2937-1
- Logica Magna. Prima pars: Tractatus de necessitate et contingentia futurorum Pauli Veneti. Ed. with an English translation and notes by C.J.F. Williams. Oxford University Press, Oxford 1991 (Classical and medieval logic texts 8).